# New York Harp Ensemble
A New York Harp Ensemble (magyarul: New York-i Hárfaegyüttes) Würtzler Arisztid és felesége, Barbara Pniewska, továbbá Eva Jaslar, valamint Martha és Rebecca Flanery hárfaművészek által alapított, 1969 és 1997 között működő komolyzenei együttes. Csaknem 30 éves működése során többször is cserélődtek a tagjai az alapító házaspár kivételével. A világ 60 országában szerepeltek. Ötször játszottak a Fehér Házban, felléptek II. János Pál pápa előtt a Vatikánban, és számos televíziós, illetve hanglemez-felvételt készítettek.

## Előzmények
Würtzler Arisztid 1956-ban Magyarországról az USA-ba emigrált. Kezdetben zenekarokban játszott (pl. 1958-61 között a New York-i Filharmonikusoknál), majd szólókarrierbe kezdett. Egy idő után észrevette, hogy férfi előadóként nem tud bejutni az amerikai televíziókba. Ekkor született meg benne az elhatározás, hogy hárfaegyüttest alapít, amely látványosabb és színesebb műsort képes megjeleníteni. Példának Mireille Flourt belgiumi együttesét vette, bár okulni igyekezett ennek gyors bukásából, ami a hárfások közötti állandó rivalizálás miatt következett be.
Feleségével a genfi hárfaversenyen ismerkedett meg 1969-ben, ahol a fiatal, visszahúzódó, játékában még nem kiforrott lány Lengyelország képviseletében versenyzett. Würtzler a verseny után ösztöndíjjal Hartfordba hívta, ahol ő maga egyetemi professzor volt. Barbara szintén zenész családból származott, apja neves brácsás volt Varsóban. Ötévesen kezdett zongorázni, és 1964-ben végzett a Varsói Zeneakadémia hárfaszakán.

## Története
Az együttes 28 éven át működött. Több ezer koncertet adtak a világ több, mint 60 országában, és számos televíziós, rádiós, valamint lemezfelvételt készítettek. A házaspáron kívül két további tag is szerepelt a hárfaegyüttesben, akik idővel cserélődtek. Az évtizedek során megfordult náluk Sandra Bittermann, Hye Yun Chung, Pattee Cohen, Coleen Cooney, Elizabeth Etters, Margery Fitts, Martha és Rebecca Flannery, Monika Jarecka, Eva Jaslar, Sylvia Kowalczuk, Dorella Maiorescu, Grace Paradise, Dagmar Platilova és Park Stickney. Többük az együttest elhagyva továbbra is neves hárfás maradt, illetve hárfaprofesszor lett.
A hárfa-világszövetséget 1959-ben alapították meg Pierre Jamet francia professzor vezetésével, az izraeli kormány pedig ugyanebben az évben rendezte meg az első hárfa-világversenyt. Az együttes így elévülhetetlen érdemeket szerzett az ötvenes évek végétől kibontakozó hárfás élet felvirágoztatásában, az addig szinte ismeretlen hárfa népszerűsítésében és a hárfairodalom bővítésében. Utóbbit saját szerzeményekkel és átiratokkal, továbbá neves szerzőknek (Leonard Bernstein, Karlheinz Stockhausen, Alan Hovhaness) adott megrendeléseikkel érték el. Külön hangsúlyt fektettek lengyel, magyar (Liszt Ferenc, Bartók Béla, Kodály Zoltán, Ligeti György, Durkó Zsolt, Hidas Frigyes, Serly Tibor) és a vendéglátók nemzetisége szerinti szerzők műveinek a megismertetésére. Repertoárjuk a barokktól a romantikusokon át a modernekig (Marcel Tournier,  Carlos Salzedo, Marcel Grandjany) ívelt. Nagy figyelemmel voltak a közönségigény kielégítésére, ezért mindig három teljes műsort tartottak fenn, amelyből a vendéglátó választhatta ki a neki legmegfelelőbbet. Azonban nemcsak komolyzenei darabokat játszottak, mert a világon az elsők között igyekeztek látványos, crossover-stílusú színpadi műsort megvalósítani. Egyik scherzojukban választási zenekarként szerepeltek korteskalapban. Egy másikban pityókás bárjelenetet mutattak be dzsesszzenével. Egy harmadikban pedig Liszt II. Magyar rapszódiáját játszották számos nemzet jellegzetes stílusában úgy, mintha képzeletbeli utazást tennének meg, percenként váltogatva a stílust a zenében. (Würtzler humorához hozzátartozik, hogy gyakran nevezte együttesét „hárememnek”, még nyilvános interjúkban is.)
Az együttes ötször szerepelt a Fehér Házban Jimmy Carter, Ronald Reagan, George H. W. Bush és Bill Clinton elnökök meghívására. A Vatikánban II. János Pál pápa előtt 1985-ben léptek fel. 1977-ben a bogotai, 1979-ben a hondurasi és a Fülöp-szigeteki elnöki palotákban játszottak.
A nyolcvanas évek második felétől rendszeresen visszatértek Magyarországra. 1988-ban Szombathelyen, Kőszegen és Sopronban turnéztak, később a Budapesti Kongresszusi Központban adtak nagy sikerű koncertet. 1985-ben a Hungaroton kiadta New Yorkban készült barokk-felvételüket, majd ezt követően további felvételeket is készítettek, többek között Marton Évával.
Sokszor játszottak extrém körülmények között, Dél-Amerikában pl. előfordult, hogy a magas páratartalom miatt szinte kopogott a hárfa. Ezen kívül jelentős tapasztalatokra tettek szert mind a közúti-, mind a légi-hárfaszállítás terén. Tapasztalataikat szívesen osztották meg más hárfásokkal és hárfakészítőkkel is.
Az együttes direktora kétségtelenül Würtzler volt, aki mérnöki pontossággal igyekezett megtervezni az együttes sikerét biztosító körülményeket (műsor, ruha, reklámok, újságszereplések). Azonban elismerte, hogy Barbara a kezdetektől nagy szerepet vitt a szervezésben is, az átiratokból pedig kitűnik, hogy jó néhányat ő dolgozott fel az együttes számára. Barbara tehát egyenrangú szerepet vitt férjével.
Az együttes Würtzler 1997. évi halála után feloszlott.

## Emlékezete
Hagyományait újabban a Los Angeles Harp Ensemble elevenítette fel, illetve folytatja.
Magyarországon a hárfásegyüttes emlékét a HarpPost blog szerzői őrzik. Számos cikket, dokumentumot közöltek róla, és az Eva Jaslarról szóló dokumentumfilmjükben is megemlékeztek róla.

## A New York Harp Ensemble felvételei
Az együttesnek 1974 és 1997 között húsz lemeze jelent meg. A rajtuk szereplő zenedarabok száma 150 mű, a 65 szerzőtől.

## A New York Harp Ensemble számára írt darabok
- Leonard Bernstein (USA): Chorale and Meditation
- Gianopaulo Chiti (Olaszország): Breakers
- Paul Creston (USA): Olympia Rhapsody for Harp
- Jean Michel Damase (Franciaország): Concertino
- Norman Dello Joio (USA): Bagatella
- Durkó Zsolt (Magyarország): Serenata Per Quatro Arpas
- Nicolas Flagello (USA): Arismo II. for 4 Harps, Island of Mysterious Bells
- Jan Hanus (Csehszlovákia): Introduzione E Toccata
- Hidas Frigyes (Magyarország): Hungarian Melodies
- Alan Hovhaness (USA) - Stuart Colidge: Spirituals in Sunshine and Shadow
- Lucrecia R. Kasilag (Fülöp szigetek): Diversions II for 4 Harps
- Ligeti György (Magyarország/Németország): Continuum
- Ami Maayani (Izrael): Arabesque for 4 Harps
- Mihail Mecsedelov (Szovjetunió): Song Procession for 4 Harps and Drum
- Sergio Montori (Olaszország): Iron Garden
- Ahmed Adnan Saygun (Törökország): Three Preludes for Four Harps, Three Melodies for Four Harps
- Serly Tibor (Magyarország/USA): Canonic Prelude for 4 Harps
- Toru Takemitsu (Japán): Wavelength
- Lin Wha (Kína): Amid Flowers Beside the River
- Józef Wiłkomirski (Lengyelország): Concerto for Four Harps